# Finale della Coppa d'Asia 2004
La finale della Coppa d'Asia 2004 si disputò il 7 agosto 2004 allo Stadio dei Lavoratori nella capitale cinese di Pechino, tra le nazionali di Cina padrona di casa e Giappone. A vincere la finale furono i nipponici, che vinsero 3-1 e ottennero il loro terzo trofeo, e il secondo consecutivo, nella massima competizione tra nazionali maschili asiatiche.

## Le squadre
| Squadra  | Finali (o spareggi) disputate in precedenza (il grassetto indica la vittoria) |
| -------- | ----------------------------------------------------------------------------- |
| Cina     | 1 (1984)                                                                      |
| Giappone | 2 (1992, 2000)                                                                |

## Cammino verso la finale

### Cina
In qualità di organizzatrice del torneo, la Cina fu sorteggiata nel girone A insieme a Bahrein, Indonesia e Qatar. Nella partita inaugurale del 17 luglio che si tenne allo Stadio dei Lavoratori di Pechino, il Bahrein, primo avversario dei Dragoni, passò in vantaggio al 41' con Mohamed Hubail. Alla ripresa, la Cina ribaltò il risultato con un gol di Zheng Zhi al 58' e un rigore di Li Jinyu al 66, ma Hussain Ali Baba segnò il gol del pareggio al penultimo minuto. Quattro giorni dopo, nello stesso stadio, seguì una strepisosa vittoria contro l'Indonesia (vittoriosa contro il Qatar per 2-1), ottenuta grazie alla doppietta di Shao Jiayi e alle reti di Hao Haidong, Li Ming e Li Yi. Il 25 luglio, sempre nello stesso stadio a Pechino, la Cina consolidò il suo primato nel girone segnando 1-0 contro il Qatar con la rete di Xu Yunlong al 78'. Nella conseguente classifica finale, il Qatar finì ultimo con un solo punto ottenuto nell'1-1 contro il Bahrain, e quest'ultimo scavalcò l'Indonesia, che aveva battuto 3-1 proprio nell'ultima giornata.
Ai quarti, la Cina affrontò l'Iraq, secondi nel gruppo C, e prevalse facilmente per 3-0 grazie alla rete di Haidong all'ottavo minuto e un duplice rigore di Zheng Zhi al 79' e al secondo di recupero. Le semifinali videro invece i Dragoni affrontare l'Iran, già tre volte vincitore della Coppa d'Asia. Shao Jiayi segnò il gol del vantaggio al 18°, ma la partita ritornò in parità 20 minuti dopo grazie a Mohammad Alavi. Il punteggio rimase tale anche nei supplementari e si passò dunque ai rigori: la prima coppia vide Zheng Zhi e Ali Daei segnare i loro rispettivi penalties, poi i cinesi sbagliarono per primi con Zhao Junzhe, mentre segnò invece Mehdi Mahdavikia; segnarono poi Li Xiaopeng e Javad Nekounam, ma poi, dopo il rigore trasformato di Sun Xiang, seguì quello fallito di Iman Mobali, e infine, dopo il gol di Shao Jiayi, Yahya Golmohammadi fallì il tentativo di andare a oltranza, portando i Dragoni alla loro seconda finale nella Coppa d'Asia della loro storia.

### Giappone
Il Giappone, già due volte campione d'Asia e campione in carica, fu invece sorteggiato nel gruppo D insieme a Iran, Oman e Thailandia, e iniziò il girone contro l'Oman il 20 luglio al Chongqing Olympic Sports Center, vincendo 1-0 con la rete di Shunsuke Nakamura al 33°. La qualificazione ai quarti per il Giappone fu poi concretizzata con un 4-1 contro la Thailandia quattro giorni dopo: nonostante il gol del siamese Sutee Suksomkit al 12°, i nipponici reagirono e si fecero valere con la doppietta di Yuji Nakazawa e le reti di Nakamura e Fukunishi. L'ultima giornata servì soltanto a confermare le posizioni finali: l'Oman, già eliminato con la sconfitta contro il Giappone e il 2-2 contro l'Iran, batté la Thailandia già sconfitta nella prima giornata per 3-0 contro l'Iran, mentre quest'ultimo pareggiò a reti inviolate contro il Giappone e finì secondo dietro di esso a 5 punti rispetto ai 7 del capolista.
Il 31 luglio, i nipponici affrontarono la Giordania, seconda del gruppo B (un risultato notevole per una squadra che non si era mai qualificata alla Coppa d'Asia), ma la partità si rivelò molto più dura del previsto: i Cavalieri giordani andarono in vantaggio con un gol di Mahmoud Shelbaieh all'11°, ma i nipponici pareggiarono 3 minuti dopo con Takayuki Suzuki. Con il risultato che cessò di cambiare anche ai supplementari, si passò ai rigori, e Nakamura e Alex fallirono i loro tiri dal dischetto, al contrario di Abu Zema e Al-Awadat, seguiti poi dai gol di Fukunishi e Aqel; la situazione si ribaltò però con i rigori trasformati di Nakata e Suzuki e quelli falliti di Al-Shboul e Ibrahim, e infine, dopo la coppia di rigori falliti di Nakazawa e Al-Zboun, Miyamoto trasformò il suo rigore, mentre Bani Yaseen fallì e la Giordania venne eliminata (eliminazione che però non le avrebbe impedito di raggiungere il 37º posto nel ranking FIFA, il suo miglior piazzamento).
La semifinale del 3 agosto contro il Bahrein fu altrettanto impegnativa: i Guerrieri di Dilmun passarono in vantaggio con A'ala Hubail al 7°, e il primo tempo finì 1-0. La ripresa fu assai più movimentata, con Nakata che segnò a tre minuti dal fischio d'inizio e poi Tamada che segnò il gol della ribalta. Il Bahrein a questo punto reagì e segnò di nuovo con Hubail al 71° e poi con Duaij Naser all'85°, ma il gol di Nakazawa all'ultimo minuto tenne vive le speranze dei nipponici. Ai supplementari, fu ancora Tamada a segnare, e fu allora che il risultato cessò di cambiare: 3-4, e nipponici in finale dopo una partita al cardiopalma.

### Antefatti
Prima della finale, il Giappone e la Cina si erano già incontrati nove volte, a partire dal 13 giugno 1975 alle qualificazioni alla Coppa d'Asia 1976, finita 2-1 per la seconda: dopo le prime quattro vittorie per i Dragoni (ossia anche un amichevole dell'11 giugno 1980, una partita delle qualificazioni al Mondiale 1982 e una partita della Dynasty Cup del 1990, tutte e tre partite finite per 1-0), i nipponici avevano poi vinto 2-0 durante la Dynasty Cup 1992, e 2-1 alla Dynasty Cup 1995, per poi perdere 2-0 nella Dynasty Cup 1998. Era dunque seguito un amichevole del 15 marzo 2000 finito a reti inviolate, e poi una vittoria nipponica alla Coppa dell'Asia orientale 2003 per 2-0. In totale erano state conseguite cinque vittorie cinesi, tre vittorie nipponiche e un pareggio, e un totale di nove reti cinesi contro nove gol nipponici.

### Tabella riassuntiva del percorso
| Squadra   | Pt | G |
| --------- | -- | - |
| Cina      | 7  | 3 |
| Bahrein   | 5  | 3 |
| Indonesia | 3  | 3 |
| Qatar     | 1  | 3 |

| Squadra    | Pt | G |
| ---------- | -- | - |
| Giappone   | 7  | 3 |
| Iran       | 5  | 3 |
| Oman       | 4  | 3 |
| Thailandia | 0  | 3 |

## Descrizione della partita
Il calcio d'inizio fu fischiato subito dopo la fine della cerimonia di chiusura del torneo. I Samurai aprirono le marcature al 22°, con Takashi Fukunishi su assist di Takayuki Suzuki; nove minuti dopo, i Dragoni pareggiarono però con Li Ming su passaggio di Yan Song. Al 65° del secondo tempo, i nipponici tornarono in vantaggio con un gol di mano di Koji Nakata (già ammonito al 41°), per poi raddoppiare con Keiji Tamada al primo minuto di recupero su assist di Shunsuke Nakamura.

## Tabellino
| Arbitro: | Saad Kamil Al-Fadhli |

|             |           |                                       |
| Li Ming 31’ | Marcatori | 22’ Fukunishi 65’ Nakata 90+1’ Tamada |

| Cina | Giappone |

| GK            | 1  | Liu Yunfei   |       |     |
| RB            | 12 | Wei Xin      | 83’   |     |
| CB            | 4  | Zhang Yaokun |       |     |
| CB            | 5  | Zheng Zhi    |       |     |
| LB            | 3  | Sun Xiang    | 24’   |     |
| RM            | 21 | Li Ming      |       |     |
| CM            | 6  | Shao Jiayi   |       |     |
| CM            | 15 | Zhao Junzhe  |       |     |
| LM            | 22 | Yan Song     |       | 68’ |
| CF            | 9  | Hao Haidong  |       | 57’ |
| CF            | 29 | Li Jinyu     |       | 75’ |
| Sostituzioni: |    |              |       |     |
| FW            | 11 | Li Yi        |       | 57’ |
| DF            | 7  | Sun Jihai    | 90+3’ | 68’ |
| FW            | 13 | Xu Yunlong   |       | 75’ |
| Allenatore:   |    |              |       |     |
| Arie Haan     |    |              |       |     |

| GK          | 23 | Yoshikatsu Kawaguchi |     |
| CB          | 3  | Makoto Tanaka        |     |
| CB          | 5  | Tsuneyasu Miyamoto   |     |
| CB          | 22 | Yuji Nakazawa        |     |
| RM          | 21 | Akira Kaji           |     |
| CM          | 15 | Takashi Fukunishi    |     |
| CM          | 6  | Koji Nakata          | 41’ |
| LM          | 14 | Alex                 |     |
| AM          | 10 | Shunsuke Nakamura    |     |
| CF          | 11 | Takayuki Suzuki      | 13’ |
| CF          | 20 | Keiji Tamada         |     |
| Allenatore: |    |                      |     |
| Zico        |    |                      |     |

| Uomo partita - Shunsuke Nakamura Assistenti arbitrali - Saad Al Fadhli - Ali Al Khalifi Quarto uomo - Fathi Arabati |

## Dopopartita
Già prima della partita, i tifosi cinesi avevano manifestato grande ostilità nei confronti dei nipponici: molti cinesi erano infatti ancora risentiti per l'invasione e l'occupazione giapponese di parte del loro paese tra il 1931 e il 1945, fatto che aveva provocato decine di milioni di morti. Vi erano però anche problemi recenti: oltre alla disputa per la sovranità di una catena di isole nel Mar Cinese Orientale, vi erano anche episodi personali, tra cui un affare sessuale durato tre giorni tra centinaia di turisti giapponesi e prostitute cinesi in un hotel della Cina meridionale.
Durante l'ingresso in campo dei giocatori, l'inno nazionale nipponico era stato accolto da insulti da parte dei tifosi cinesi, proseguiti con fischi su ogni movimento dei calciatori nipponici, risa beffarde sulle loro cadute e applausi a ogni loro errore; peggiorati poi quando l'arbitro non aveva fischiato subito un gol di mano di Nakata al 68°, erano infine culminati al fischio finale e alla cerimonia di premiazione della nazionale vincitrice.
Dopo la partita, centinaia di tifosi della nazionale cinese si scontrarono con la polizia antisommossa per diverse ore fuori dallo stadio, colpendoli con bottiglie e oscenità e dando fuoco alle bandiere nipponiche. I facinorosi si radunarono poi fuori dall'albergo dove alloggiavano i nipponici, gridando slogan nazionalisti, per poi precipitarsi sull'autobus della nazionale dei Samurai. Il caos impedì a circa 2000 tifosi giapponesi, separati da quelli cinesi da file di poliziotti, di lasciare lo stadio per alcune ore, transennò la strada davanti all'ambasciata nipponica e portò grande presenza di polizia all'albergo e persino nella residenza dell'ambasciatore giapponese. Questo fatto suscitò gravi polemiche da parte di entrambe le nazioni, la cui partita era molto sentita in termini politici.